# Municipio de Douglas (condado de Page)
El municipio de Douglas (en inglés: Douglas Township) es un municipio ubicado en el condado de Page en el estado estadounidense de Iowa. En el año 2010 tenía una población de 218 habitantes y una densidad poblacional de 2,35 personas por km².

## Geografía
El municipio de Douglas se encuentra ubicado en las coordenadas 40°51′27″N 95°5′58″O / 40.85750, -95.09944. Según la Oficina del Censo de los Estados Unidos, el municipio tiene una superficie total de 92.91 km², de la cual 92,91 km² corresponden a tierra firme y (0 %) 0 km² es agua.

## Demografía
Según el censo de 2010, había 218 personas residiendo en el municipio de Douglas. La densidad de población era de 2,35 hab./km². De los 218 habitantes, el municipio de Douglas estaba compuesto por el 98,17 % blancos, el 0,46 % eran amerindios, el 0,92 % eran asiáticos y el 0,46 % eran de una mezcla de razas. Del total de la población el 0 % eran hispanos o latinos de cualquier raza.